# Amphiascoides dimorphus
Amphiascoides dimorphus är en kräftdjursart som beskrevs av Karl Lang 1965. Amphiascoides dimorphus ingår i släktet Amphiascoides och familjen Diosaccidae. Inga underarter finns listade i Catalogue of Life.